# 張元善
張元善（1535年—？），字道一，陝西西安府韓城縣人，民籍，明朝政治人物。

## 生平
嘉靖三十四年（1555年）乙卯科陝西鄉試第四名舉人。隆慶二年（1568年）中式戊辰科會試第二百二十八名，三甲第九十八名進士。授直隶清苑县知县，官至顺庆府知府。

## 家族
曾祖張允；祖父張黻；父張岳，局大使。母陳氏。永感下。兄张元贵（歲贡生）、元夏、元喜。弟张元宾（贡士）。